# Алферово (Кичменгско-Городецкий район)
Алферово — деревня в Кичменгско-Городецком районе Вологодской области.
Входит в состав Кичменгского сельского поселения (с 1 января 2006 года по 1 апреля 2013 года входила в Погосское сельское поселение), с точки зрения административно-территориального деления — в Погосский сельсовет.
Расстояние до районного центра Кичменгского Городка по автодороге составляет 20 км. Ближайшие населённые пункты — Красное Село, Курилово, Митенева Гора.
Население по данным переписи 2002 года — 97 человек (50 мужчин, 47 женщин). Всё население — русские.